# Harris Brothers
Donald "Don" Harris e Ronald "Ron" Harris (nascidos em 23 de outubro de 1960) são irmãos gêmeos americanos que alcançaram a fama como lutadores profissionais. Ao longo de suas carreiras, os irmãos juntaram-se sob uma variedade de ring names.

## Início de carreira
Don e Ron Harris nasceram na Flórida. Em 1980, Don Harris se mudou para Nashville, Tennessee, a fim de se tornar um lutador profissional. Ron Harris trabalhou como policial em West Palm Beach, na Flórida, até que se deslocam para o Tennessee para formar uma equipe com seu irmão.
Don e Ron Harris estreou na Continental Wrestling Association em 1988 como The Bruise, onde tornou-se duas vezes World Tag Team Champions. Quando a CWA foi para Estados Unidos Wrestling Association, em 1989, os Irmãos Bruise permaneceu na promoção. Don e Ron ganhou mais cinco Tag Team Championships, com Don ganhar mais dois USWA World Tag Team Championships com Brian Lee e Rony ganhar um adicional USWA World Tag Team Championship com Jimmy Harris (nenhum parentesco) como "A Bela ea Fera". Os Irmãos Harris fez uma aparição final com o USWA em 1996, como "Os Irmãos Grimm".
Em 1991, os Irmãos Bruise estreou no Oregon-based National Alliance Wrestling Pacific Northwest promoção, onde ficou seis vezes Tag Team Champions. Don Harris também fez parte da última partida em que o programa de televisão promoção, derrotando Jon Rambo.